# Sébastien Meunier
Sébastien Meunier est un styliste de mode français. Il est connu notamment pour avoir été directeur artistique de la maison Ann Demeulemeester de 2013 à 2020.

## Biographie
Sébastien Meunier est né à Versailles en 1974.
Il est diplômé de l'école de mode parisienne ESMOD en 1997. L'année suivante, il présente sa première collection au Festival international de mode et de photographie de Hyères. La collection qui s'inspire du fétichisme et des transformations corporelles reçoit le Grand prix du jury mode présidé par Martine Sitbon, Hussein Chalayan et Jean Colonna, ce dernier lui offrant immédiatement de l'embaucher. Sébastien Meunier assistera Jean Colonna pendant un an jusqu'à ce qu'il lance sa propre marque en 1999.
À travers la marque qui porte son nom, Sébastien Meunier explorera pendant 7 ans de nouveaux territoires de la masculinité, questionnant la notion d'identité ainsi que sa propre individualité
Dès 2000, le travail de Sébastien Meunier attire l'attention de Martin Margiela, inaugurant une collaboration d'une dizaine d'années avec le créateur, tout à bord à la tête de la ligne MM6, puis comme directeur artistique de toutes les lignes homme de Maison Margiela.
En 2010, Ann Demeulemeester lui demande de la rejoindre à Anvers pour prendre en charge ses collections masculines, confirmant l'affinité de Sébastien Meunier avec la mode belge. En 2013, faisant suite à sa décision de quitter l'industrie de la mode, Ann Demeulemeester lui confie les rênes de l'entreprise qu'elle a fondée en 1985. Tout en demeurant fidèle à l'ADN romantique de la créatrice anversoise, Sébastien Meunier la fera évoluer vers une esthétique plus inclusive et androgyne. En juillet 2020, il quitte la marque Ann Demeulemeester peu de temps avant sa délocalisation en Italie.
En parallèle de son travail de créateur de mode, Sébastien Meunier s'intéresse particulièrement aux arts de la performance, ayant créé ou participé à plusieurs d'entre elles tout au long de sa carrière, en particulier EAT, qu'il a coécrit et interprété avec le chorégraphe Alain Buffard et qui fait désormais partie des collections du Musée National d'Art Moderne au Centre Pompidou.